# Hooge Kampse Plas
De Hooge Kampse Plas is een natuurgebied en zandwinput ten zuidoosten van Groenekan. De plas ligt tussen de Groenekanseweg en de Voordorpsedijk. Het water met de omringende oevers wordt sinds 2003 beheerd door het Utrechts Landschap. Het is onderdeel van de Ecologische Verbindingszone Oostbroek - Hollandsche Rading tussen het Kromme Rijngebied, de Utrechtse Heuvelrug en het veenweidegebied.
De Hooge Kampse Plas ontstond begin jaren ’70 door zandwinning voor de aanleg van de A27. De ontstane diepe plas werd tussen 1974-1977 gebruikt voor het storten van huisvuil en bedrijfsafval. Eind jaren zeventig werd het gat gevuld met baggerspecie uit het Amsterdam-Rijnkanaal. De plas kreeg daardoor de Biltse bijnaam ‘stinkgat’. De dikke sliblaag bleek verontreinigd met PAK’s, PCB’s, metalen en olie.
Het Utrechts Landschap besloot in 2003 om De Hooge Kampse Plas om te vormen tot een gebied voor natuur en recreatie. Dit gebeurde door het zogenaamde verondiepingsproject. Hiervoor werd bijna een miljoen kuub bagger uit watergangen in en
rond Utrecht in de plas gestort die werd afgewerkt met een laag voedselarm zand. De noordzijde van het water werd daarbij aangevuld tot een diepte van ongeveer 1,5 meter waardoor waterplanten op de bodem konden groeien. Het resterende diepe deel van de plas verondiept tot een waterdiepte van circa 10 meter. Tevens werden enkele langgerekte eilandjes gevormd en werden flauwe oevers met riet aangelegd. De zuidzijde bleef minimaal 10 meter diep, om de plas ook in de toekomst helder te houden.

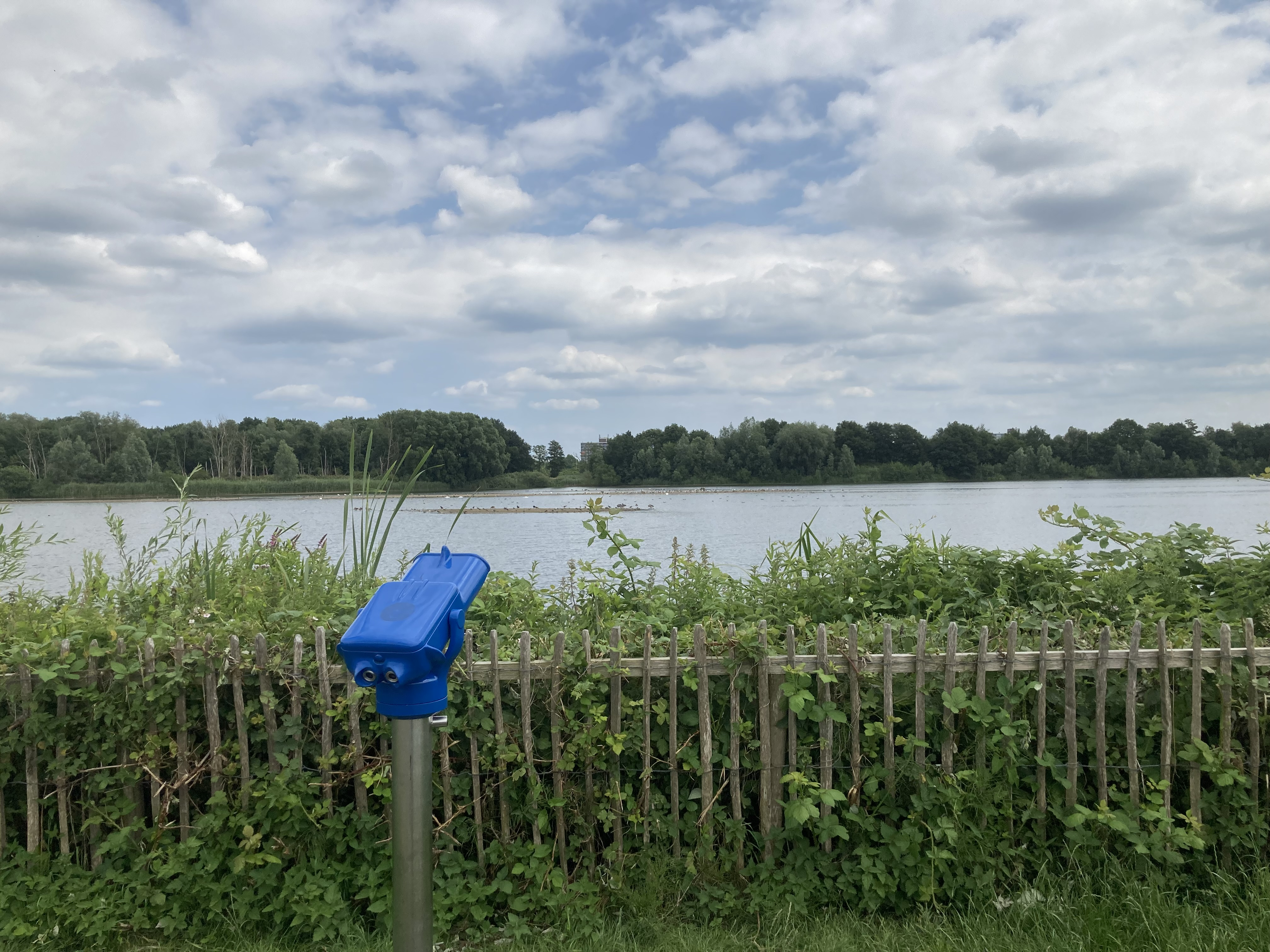
Vanaf het Hoogekampse pad
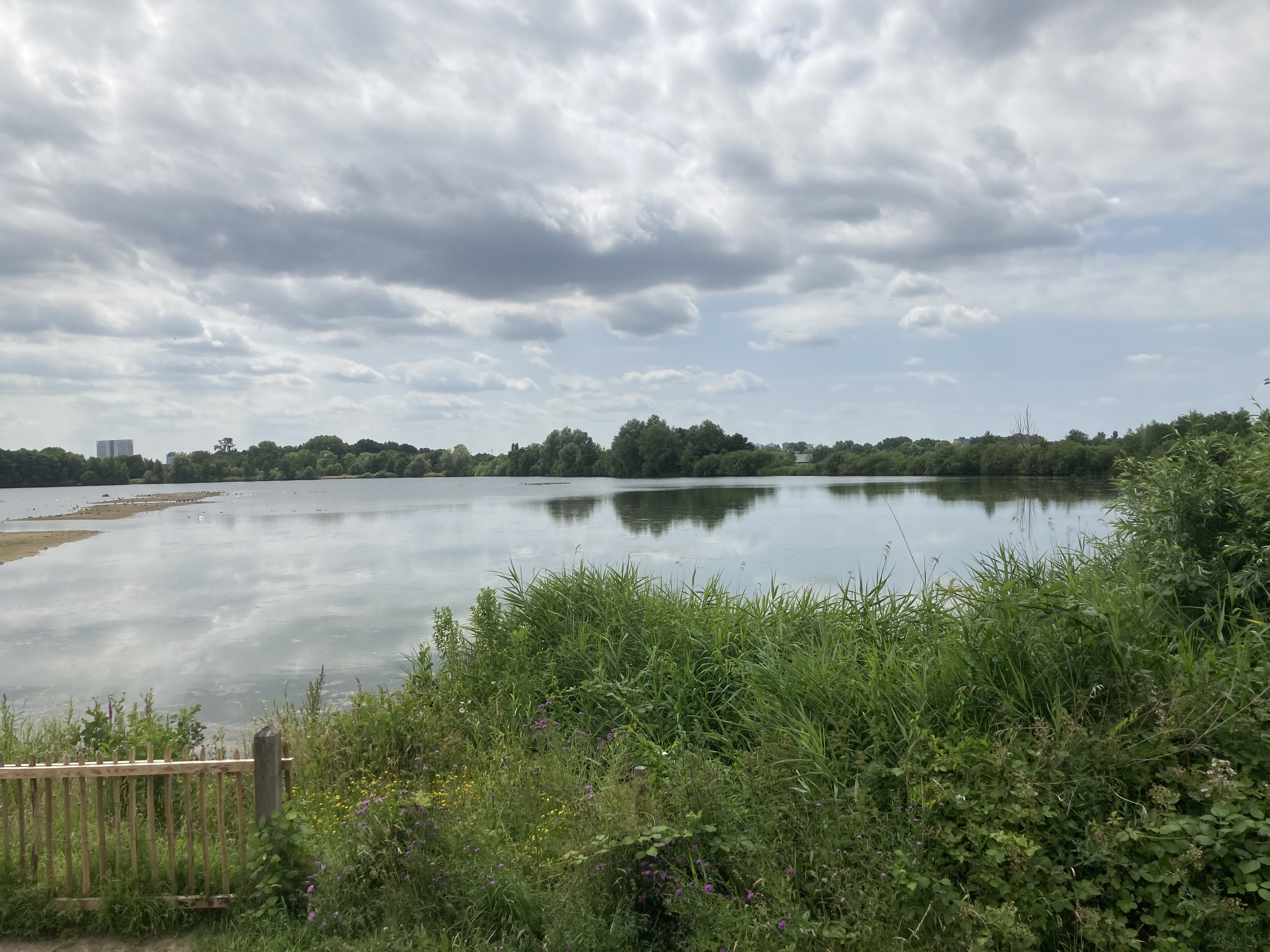
Hooge Kampse Plas

Amerongse Bos
· Amerongse Bovenpolder
· Landgoed Beerschoten
· Beukenburg
· Biltse Duinen
· Birkhoven
· Blauwe Kamer
· Blikkenburg
· Bloeidaal
· Bornia
· Bosch en Duin
· Breeveen
· Broekerbos
· Buitenplaatsen Driebergseweg
· Dartheide
· Elster Buitenwaarden
· Grebbeberg
· Heidestein
· Hoge Ginkel
· Hooge Kampse Plas
· Hoog Moersbergen
· Houdringe
· Juliusput
· Kasteelbos Renswoude
· De Kievit
· Kooilust
· Kozakkenput
· De Krakeling
· Laarsenberg
· De Leyen
· Lockhorsterbos
· Lunenburgerwaard
· Maartensdijkse Bos
· Middelwaard
· Moersbergen
· Niënhof
· Noordhout
· Okkersbos
· Oostbroek
· Over-Holland
· Palmerswaard
· De Paltz
· Panbos
· Plantage Willem III
· Pleinesbos
· De Pol
· Ridderoordse Bos
· Sandenburg
· Sandwijck
· De Schammer
· Stameren
· Landgoed Stoutenburg
· Viaanse Bos
· Viaanse polders en uiterwaarden
· Vikinghof
· Park Vliegbasis Soesterberg
· Vijverbos
· Vijverhof
· Voordorpse polder
· Willem Arntszbos
· Witte Hull
· De Woerd
· Wulperhorst
· Zeisterbos